# Timar, Šavnik
Timar (chirilic: Тимар) este un sat din comuna Šavnik, Muntenegru. Conform datelor de la recensământul din 2003, localitatea are 106 locuitori.

## Demografie
| An        | 1948 | 1953 | 1961 | 1971 | 1981 | 1991 | 2003 |
| --------- | ---- | ---- | ---- | ---- | ---- | ---- | ---- |
| Populație | 263  | 269  | 284  | 248  | 178  | 111  | 106  |

| Bărbați | Clasă de vârstă | Femei |
| ------- | --------------- | ----- |
| 1       | ?               | 0     |
| 2       | 80+             | 5     |
| 4       | 75-79           | 2     |
| 0       | 70-74           | 4     |
| 5       | 65-69           | 5     |
| 2       | 60-64           | 1     |
| 2       | 55-59           | 4     |
| 5       | 50-54           | 1     |
| 5       | 45-49           | 3     |
| 3       | 40-44           | 0     |
| 8       | 35-39           | 4     |
| 5       | 30-34           | 1     |
| 4       | 25-29           | 2     |
| 3       | 20-24           | 3     |
| 5       | 15-19           | 4     |
| 1       | 10-14           | 4     |
| 2       | 5-9             | 1     |
| 2       | 0-4             | 3     |